# Gustavo Rodríguez Vega
Gustavo Rodríguez Vega (Monterrey, 7 marzo 1955) è un arcivescovo cattolico messicano, dal 1º giugno 2015 arcivescovo metropolita di Yucatán.

## Biografia
Figlio di Manuel Rodríguez Mora e Blanca Lilia Vega de Rodríguez, è nato a Monterrey il 7 marzo 1955.

### Formazione e ministero sacerdotale
Entrato nel seminario locale il 2 settembre 1970, ha completato gli studi liceali, dedicandosi successivamente agli studi in filosofia dal 1973 al 1976 e in teologia dal 1976 al 1980.
Ha ricevuto l'ordinazione sacerdotale nella basilica della Purísima Concepción il 15 agosto 1980 dall'arcivescovo di Monterrey José de Jesús Tirado Pedraza. Tra il 1980 e il 1986 ha ricoperto diversi incarichi come formatore e insegnante presso il seminario di Monterrey.
Nel 1989 ha conseguito la licenza in dottrina ed etica sociale della Chiesa presso la Pontificia Università Gregoriana di Roma. Rientrato in Messico, dal 1989 al 1995 è stato direttore del segretariato dell'evangelizzazione e catechesi e direttore della scuola biblica.

### Ministero episcopale
Il 27 giugno 2001 papa Giovanni Paolo II lo ha nominato vescovo ausiliare di Monterrey, assegnandogli la sede titolare di Obba. Ha ricevuto l'ordinazione episcopale il 14 agosto seguente, nella basilica di Nostra Signora di Guadalupe di Monterrey, dal cardinale Adolfo Antonio Suárez Rivera, arcivescovo metropolita di Monterrey, co-consacranti Giuseppe Bertello, nunzio apostolico in Messico, e da Miguel Angel Alba Díaz, vescovo di La Paz en la Baja California Sur. Come motto episcopale ha scelto "Evangelizare pauperibus", che tradotto vuol dire "Portare ai poveri la lieta novella".
L'8 ottobre 2008 papa Benedetto XVI lo ha nominato vescovo di Nuevo Laredo.
Il 9 settembre 2005 e il 15 maggio 2014 è stato ricevuto in udienza papale durante la visita ad limina insieme agli altri vescovi messicani.
Il 14 maggio 2015 è stato eletto presidente della commissione di pastorale sociale (Caritas) del Consiglio episcopale latinoamericano, mentre il 1º giugno dello stesso anno papa Francesco lo ha promosso arcivescovo metropolita di Yucatán; ha preso possesso dell'arcidiocesi il 29 luglio seguente.
Dal 10 novembre 2021 al 12 novembre 2024 è stato vicepresidente della Conferenza dell'Episcopato Messicano.
Il 12 maggio 2023 è stato nominato presidente della Caritas Internationalis per l'America Latina e i Caraibi.

## Genealogia episcopale e successione apostolica
La genealogia episcopale è:
- Cardinale Scipione Rebiba
- Cardinale Giulio Antonio Santori
- Cardinale Girolamo Bernerio, O.P.
- Arcivescovo Galeazzo Sanvitale
- Cardinale Ludovico Ludovisi
- Cardinale Luigi Caetani
- Cardinale Ulderico Carpegna
- Cardinale Paluzzo Paluzzi Altieri degli Albertoni
- Papa Benedetto XIII
- Papa Benedetto XIV
- Papa Clemente XIII
- Cardinale Marcantonio Colonna
- Cardinale Giacinto Sigismondo Gerdil, B.
- Cardinale Giulio Maria della Somaglia
- Cardinale Carlo Odescalchi, S.I.
- Vescovo Eugène de Mazenod, O.M.I.
- Cardinale Joseph Hippolyte Guibert, O.M.I.
- Cardinale François-Marie-Benjamin Richard de la Vergne
- Cardinale Pietro Gasparri
- Cardinale Clemente Micara
- Cardinale Antonio Samorè
- Arcivescovo Carlo Martini
- Cardinale Adolfo Antonio Suárez Rivera
- Arcivescovo Gustavo Rodriguez Vega

La successione apostolica è:
- Vescovo Pedro Sergio de Jesús Mena Díaz (2017)
- Vescovo Víctor Carabés Chávez, M.N.M. (2024)